# Juergen Elitim
Juergen Farid Elitim Sepúlveda (Cartagena de Indias, 13 luglio 1999) è un calciatore colombiano, centrocampista del Legia Varsavia.

## Carriera
Cresciuto nel settore giovanile dell'Itagui Leones, debutta in prima squadra il 9 ottobre 2016, in occasione dell'incontro di Categoría Primera B vinto per 2-1 contro il Tigres FC. Nel 2017 viene acquistato dal Granada, che l'anno successivo lo cede in prestito al Marbella FC. Nel 2019 si trasferisce al Watford, che lo gira immediatamente in prestito al Marbella FC. In seguito gioca, sempre con la formula del prestito, con Ponferradina e Racing Santander in seconda divisione e Deportivo La Coruña in terza divisione.

## Statistiche

### Presenze e reti nei club
Statistiche aggiornate al 23 novembre 2022.
| Stagione        | Squadra             | Campionato      | Campionato | Campionato | Coppe nazionali | Coppe nazionali | Coppe nazionali | Coppe continentali | Coppe continentali | Coppe continentali | Altre coppe | Altre coppe | Altre coppe | Totale | Totale |
| Stagione        | Squadra             | Comp            | Pres       | Reti       | Comp            | Pres            | Reti            | Comp               | Pres               | Reti               | Comp        | Pres        | Reti        | Pres   | Reti   |
| --------------- | ------------------- | --------------- | ---------- | ---------- | --------------- | --------------- | --------------- | ------------------ | ------------------ | ------------------ | ----------- | ----------- | ----------- | ------ | ------ |
| 2016            | Itagui Leones       | B               | 2          | 0          | CC              | -               | -               |                    | -                  | -                  |             | -           | -           | 2      | 0      |
| 2018-2019       | Marbella FC         | SDB             | 32         | 2          | CR              | 1               | 0               |                    | -                  | -                  |             | -           | -           | 33     | 2      |
| 2019-2020       | Marbella FC         | SDB             | 22         | 1          | CR              | 2               | 0               |                    | -                  | -                  |             | -           | -           | 24     | 1      |
| Totale Marbella | Totale Marbella     | Totale Marbella | 54         | 3          |                 | 3               | 0               |                    | -                  | -                  |             | -           | -           | 57     | 3      |
| 2020-2021       | Ponferradina        | SD              | 41         | 0          | CR              | 0               | 0               |                    | -                  | -                  |             | -           | -           | 41     | 0      |
| 2021-2022       | Deportivo La Coruña | PDR             | 36         | 1          | CR              | 0               | 0               |                    | -                  | -                  |             | -           | -           | 36     | 1      |
| 2022-2023       | Racing Santander    | SD              | 11         | 0          | CR              | 0               | 0               |                    | -                  | -                  |             | -           | -           | 11     | 0      |
| Totale carriera | Totale carriera     | Totale carriera | 144        | 4          |                 | 3               | 0               |                    | -                  | -                  |             | -           | -           | 147    | 4      |

## Palmarès

### Club

#### Competizioni nazionali
- Coppa di Polonia: 1

Legia Varsavia: 2024-2025
- Supercoppa di Polonia: 1

Legia Varsavia: 2023